# 长湖 (云南)
长湖，又称为藏湖，是云南省昆明市石林彝族自治县长湖镇的一个湖泊，乃彝族撒尼人的母亲湖:5。

## 地理
长湖位于县城东南19千米长湖镇维则村东北部，因地层断裂作用形成:457，属于岩溶淡水湖，因湖狭长而得名:5。由于湖体藏在青山翠岗中，历史上游人足迹罕至，又被称为“藏湖”:457。
长湖海拔1,907米，周长5,000米，最深24米，可蓄水181万立方米，湖水由地下暗河补给，湖中有多座小岛，湖泊周围的森林覆盖率达到95%。:84

## 旅游
长湖也是石林县最具有旅游价值的湖泊:5，已建成的长湖风景区是石林风景名胜区的一部分:84。每年火把节，湖南岸的“张冲跤场”都会举行全县性的摔跤斗牛比赛（张冲曾在1937年和1941年于长湖边举行摔跤斗牛等项目的运动会）:457。2017年曾在此举办中国唯一的国家级原野射箭比赛。